# Baldomero Argente
Baldomero Argente del Castillo (Jérez del Marquesado, Granada, 6 de febrero de 1877-Madrid, 28 de septiembre de 1965) fue un político y escritor español, vinculado al georgismo.

## Biografía

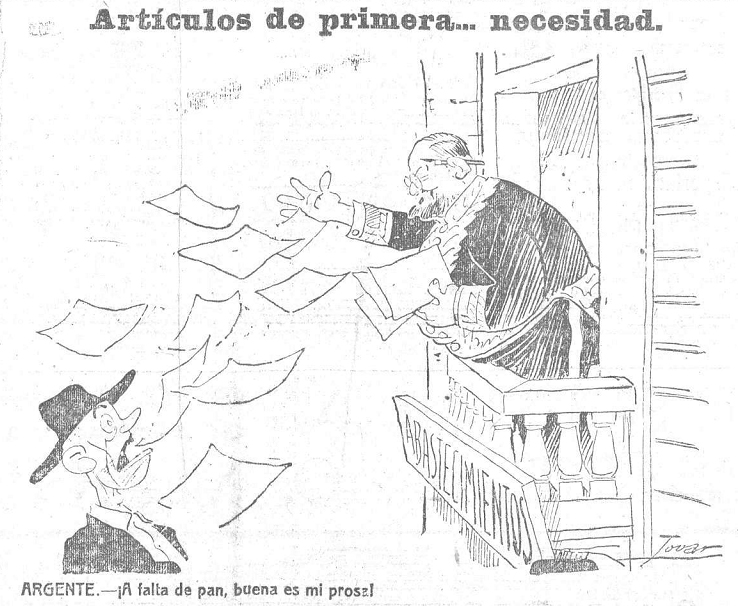
Caricatura de Argente, obra de Tovar, publicada en febrero de 1919 en Heraldo de Madrid.

Nació en la localidad granadina de Jérez del Marquesado el 6 de febrero de 1877. Afiliado al Partido Liberal, fue diputado a Cortes en varias legislaturas por Canarias. Amigo de Romanones, en su equipo gubernamental de 1918 desempeñó la cartera de ministro de Abastecimientos. Fue miembro de la Real Academia de Jurisprudencia y Legislación y de Real Academia de Ciencias Morales y Políticas, además de director de los periódicos El Globo y Diario Nacional. Falleció el 29 de septiembre de 1965 en Madrid.
Fue uno de los principales introductores del georgismo en España, además de participar en la difusión de esta ideología en Argentina. Fue enterrado en el cementerio de la Almudena.

## Obra
La Biblioteca Nacional de España lo archiva como autor de 42 obras, en su mayoría ensayos sociopolítico-históricos, amén de obras más personales como Al margen de la vida (1917). También se menciona su participación en 22 obras, además de la coautoría con Alfonso Retortillo y Tornos de un estudio de la Legislación escolar vigente en España (ca. 1902).

## Reconocimientos
Tiene dedicada una calle en Santa Lucía de Tirajana (isla de Gran Canaria, provincia de Las Palmas).